# Bruno Neidhardt von Gneisenau
Bruno Friedrich Alexander comte Neidhardt von Gneisenau (né le 3 mai 1811 à Kauffung et mort le 2 novembre 1889 à Naumbourg) est un général prussien d'infanterie

## Biographie

### Origine
Il est le fils du réformateur prussien et plus tard du maréchal général August Neidhardt von Gneisenau et de son épouse Juliane Karoline Friederike, née baronne von Kottwitz (de) (1772-1832). 

### Carrière militaire
Gneisenau étudie au lycée Bunzlau et plus tard à l'académie de chevalerie de Liegnitz. Il démissionne le 1er juin 1830 comme volontaire dans le 1er régiment de cuirassiers de l'armée prussienne. Le 21 janvier 1832, il est muté au 2e détachement de chasseurs à pied, où il est promu sous-lieutenant en mars 1833. En tant que tel, Gneisenau arrive au 1er détachement de chasseurs à pied. En avril 1846, il devient adjudant à l'inspection des chasseurs à pied et des fusiliers et le 4 février 1847 il est transféré au bataillon de chasseurs à pied de la Garde (de) à Potsdam avec la promotion de Premier Lieutenant. Du 21 novembre 1848 au 18 juin 1850 Gneisenau sert comme second adjudant dans l'inspection des chasseurs à pied et des fusiliers et est ensuite transféré au bataillon de tirailleurs de la Garde (de) tout en étant promu capitaine. Après d'autres affectations dans divers bataillons de chasseurs à pied, Gneisenau prend son congé le 13 avril 1861 avec le caractère de lieutenant-colonel, entre au service de Nassau (de) et commande le 2e régiment d'infanterie. Promu colonel à ce poste le 25 juin 1864, il réintègre le service prussien à la fin de l'année. Il reçoit le commandement du 72e régiment d'infanterie (de) à Torgau.
En 1866, pendant la guerre contre l'Autriche, Gneisenau participe aux batailles de Liebenau, Münchengrätz et Blumenau. Lors de la bataille de Sadowa, il est légèrement blessé par un éclat d'obus. En 1868, il est nommé major général. À ce titre, il prend part à la guerre franco-prussienne en 1870/71 en tant que commandant de la 31e brigade d'infanterie et reçoit les deux classes de la Croix de fer.
Le 18 février 1873, Gneisenau est promu commandant de Magdebourg et un mois plus tard lieutenant général. Passant de l'armée aux officiers, il devient gouverneur de la forteresse d'Ulm (de) le 18 mai 1876. En approbation de sa demande de démission, Gneisenau est mis à la disposition du avec le caractère de général d'infanterie, et en même temps à la suite.
Il est chanoine de Naumbourg depuis 1881 et membre de la chambre des seigneurs de Prusse depuis 1885.